# Teapacks
A Teapacks (héberül טיפקס) egy izraeli zenekar. 1988-ban alakult a dél-izraeli Szderót városában, első számukat 1990-ben írták. Nevét eredetileg a Tipp-Ex nevű hibajavító festékről kapta, de a jól ismert márkanév esetleges megsértésének elkerülése érdekében ezt utóbb a magyarul „teásdobozok”-at jelentő Teapacksre cserélték, anélkül, hogy nevük héber leírásában ez változást okozott volna. Nemzetközi környezetben a közkeletű Tipex néven is emlegetik.
Számaikban keveredik hagyományos keleti (mizrahí) elemekkel átszőtt popzenéjük a dalszöveg könnyed, humoros utalásaival, ami hamar népszerűvé tette őket. Eddig kilenc albumuk, hat kislemezük és egy válogatásalbumuk jelent meg, amelyek együtt összesen 300 000 példányban keltek el. Az izraeli rádióállomások többször is az év zenekarának választották. Az együttes frontemberét, Kobi Ozt, aki a legtöbb szám zenéjét és szövegét is írja – excentrikus kinézetének és stílusának köszönhetően – egész Izraelben ismerik. Oz ezen kívül könyveket is írt, és az izraeli Munkapárt tagja.
Az izraeli rádió- és televíziótestület 2007. január 7-én a Teapackset jelölte ki, hogy a helsinki Eurovíziós Dalfesztiválon Izraelt képviselje, február 27-én pedig egy televíziós különkiadásban négy számuk közül közönségszavazással a három nyelven (angolul, franciául és héberül) előadott Push The Button című dalt választották ennek eszközéül (másik három számuk a Szálám szálámí [”סלאם סלאמי„], a 12 pont [12 nökudot; ”12 נקודות„] és a Voulez-vous [Ma at rocá; ”מה את רוצה„] volt). Ahogyan öt évvel korábban Szárít Chadád esetében is, a dal körül máris megindult a vita, ugyanis egyes értelmezések szerint egyenesen az iráni atomfenyegetettségről szól, és ilyeténképp aktuálpolitikai üzenettel bír, ami sértené a versenyszabályzatot, más megközelítés – és a zenekart vezető Oz – szerint azonban a világban zajló nagyhatalmi játszmák árnyékában élő egyes ember kiszolgáltatott életérzését festi le. A május 10-i elődöntő után a dal végül nem jutott be a döntőbe.

## A zenekar tagjai
- Kobi Oz – ének, zenekarvezető
- Gál Permen – ének, basszusgitár
- Rámí Joszifov – ének, gitár
- Motti Joszéf – dob
- Támír Jeminí – ütőhangszerek
- Noam Jankelevics – billentyű
- BIG M (Méír Amar) – dobprogramok, producer, showelemek

## Lemezeik
- 1992 A magház útja (Sbíl klifot hagaríním; ”שביל קליפות הגרעינים„)
- 1993 Az alsó egytized utolsó tagja (Haacharon böaszíron hatachton; ”האחרון בעשירון התחתון„)
- 1995 Az életed egy lafában (Hachajím selach böláfá; ”החיים שלך בלאפה„)
- 1996 A kutyák nem ugatnak a zöldben (Klavím lo novachím böjárok; ”כלבים לא נובחים בירוק„)
- 1997 Csókold meg a babád (Nösíká ladod; ”נשיקה לדוד„)
- 1998 Ideköltözött a szomorúság élni (Haecev ávar lagur kán; ”העצב עבר לגור כאן„)
- 1999 Disco Maniac (Diszko menajak; ”דיסקו מנאייק„)
- 2001 Egy kávéházban ülve (Josvím böbét káfe; ”ושבים בבית קפה„)
- 2003 Az összes sláger (Kol haláhítím; ”כל הלהיטים„)
- 2006 Rádió/zene/héber (Radjo/muziká/ivrít; ”רדיו/מוזיקה/עברית„)

## Külső hivatkozások
- A Teapacks weblapja (héberül)
- A Teapacks oldala a MySpace-en (angolul)
- Mindent a zenekarról a kikar-israel.comon Archiválva 2007. szeptember 28-i dátummal a Wayback Machine-ben (angolul)
- Shiri Zsuzsa cikke a zenekar eurovíziós szerepléséről a HVG-ben (magyarul)
- a Népszabadság cikke a zenekar eurovíziós indulásáról[halott link] (magyarul)
- A „Push The Button” című dal szövege (angolul, franciául és héberül)
- A Teapacks dalszövegei (héberül)
- A Teapacks együttes a YouTube-on